# Lytta Basset
Pour les articles homonymes, voir Basset.
Lytta Basset, née le 25 avril 1950 à Raiatea en Polynésie française, est une philosophe et théologienne protestante franco-suisse. Elle est pasteur de l'Église réformée à Genève, et professeure de théologie pratique à Lausanne et Neuchâtel. Elle est l'autrice de plusieurs ouvrages spirituels, notamment Sainte Colère (2002), où, à travers les figures de Jacob, Job et Jésus, elle développe la thèse selon laquelle c'est par la colère que se construit une foi adulte et personnelle.

## Biographie
Lytta Jacot naît le 25 avril 1950 à Raiatea en Polynésie française, fille du pasteur missionnaire Albert Jacot et de son épouse, la poètesse Madeleine Jacot-Verdeil (1919-2015),,,. Elle fait des études de philosophie à Montpellier et de théologie à la faculté de théologie protestante de Strasbourg et durant une année à l'United Theological College de Bangalore (en Inde). Elle enseigne à Téhéran, Djibouti et Genève, puis fait des stages pastoraux à Boston et Genève, et elle est consacrée pasteur en 1986. Elle est assistante à la faculté de théologie de l'université de Genève en 1985 et soutient en 1993 une thèse en théologie pratique, intitulée « De l'abîme du mal au pouvoir de pardonner. Une mise en perspective de la culpabilité », publiée sous l'intitulé Le pardon originel. De l'abîme du mal au pouvoir de pardonner.
Elle est pasteure, aumônière des hôpitaux, professeure de théologie pratique aux universités de Lausanne, puis de Neuchâtel. Elle s'intéresse particulièrement au domaine de l’accompagnement spirituel, de la relation d’aide, de l’articulation entre spiritualité et sciences humaines,,,.
Lytta Basset dirige la revue internationale de théologie de l'Université de Neuchâtel La chair et le souffle. Elle est également une militante engagée dans plusieurs associations pour le développement durable et contre la violence.

## Œuvre
- Le pardon originel : de l'abîme du mal au pouvoir de pardonner, Éditions du Cerf, 1994
- Traces vives : paroles liturgiques pour aujourd'hui (avec Francine Carrillo et Suzanne Schell), Éd. Labor et Fides, 1997
- Le pouvoir de pardonner, Éditions Albin Michel, 1999
- Guérir du malheur, Éditions Albin Michel, 1999
- La fermeture à l'amour : un défi pratique posé à la théologie, Éd. Labor et Fides, 2000
- Sainte colère, Éd. Bayard / Labor et Fides, 2002, Prix Siloë Pèlerin 2003
- « Moi, je ne juge personne » : l'Évangile au-delà de la morale, Éditions Albin Michel, 2003
- Émergence, Éd. Bayard, 2004
- La Joie imprenable, Éditions Albin Michel, 2004.
- Au-delà du pardon : le désir de tourner la page, Presses de la Renaissance, 2006, prix de littérature religieuse[12]. 2007
- Ce lien qui ne meurt jamais, Éditions Albin Michel, 2007 [13]
- Les chrétiens et la sexualité au temps du sida (avec Éric Fassin et Timothy Radcliffe), Éditions du Cerf, 2007
- Apprendre à être heureux, Éditions Albin Michel, 2008
- Aimer sans dévorer, Éditions Albin Michel, 2010 (Prix du livre de spiritualité Panorama La Procure
- Lytta Basset (dir.), S'ouvrir à la compassion, Éditions Albin Michel, 2009 (lire en ligne)[14]
- La fragilité, faiblesse ou richesse ?, ouvrage collectif de Marie Balmary, Lytta Basset, Xavier Emmanuelli, Éric Geoffroy, Elena Lasida, Lama Puntso, Bernard Ugeux et Jean Vanier, Paris, Albin Michel, 2009.
- Oser la bienveillance, Éditions Albin Michel, 2014
- Vivre, malgré tout, Genève, Labor et Fides, coll. « L.F. Spiritualité », 2016, 186 p. (ISBN 978-2-8309-1587-7)
- La Source que je cherche, Paris, Albin Michel, coll. « A.M. GD Format », 2017, 304 p. (ISBN 978-2-226-32678-2)
- Faire face à la perversion : Des ressources spirituelles inattendues, Paris, Albin Michel, coll. « A.M. GD Format », 2019, 416 p. (ISBN 978-2-226-44530-8)
- Cet Au-delà qui nous fait signe, Albin Michel, 2022, 288 p.  (ISBN 978-2226476425)
- « Méditations de pleine confiance », Éd. Bayard, 2022, 245 p.,  (ISBN 978-2-2275-0067-9)

### Vidéos
- Lytta Basset présente son livre Aimer sans dévorer à la librairie La Procure
- Entretien avec Lytta Basset dans la revue Notre-Dame du Cap
- Entretien vidéo sur croire.com